# نیکولو داگوستینو
نیکولو داگوستینو (انگلیسی: Nicolò D'Agostino؛ زادهٔ ۱۱ ژانویهٔ ۲۰۰۰) بازیکن فوتبال است.